# ياسين أبو رواش
ياسين أبو رواش ممثل مصري، شارك في بداياته بأدوار صغيرة، منها مسلسل راجل وست ستات عام 2015. واستطاع أن يلفت الأنظار إلى موهبته في مسلسل الاب الروحي الجزء الثاني وجاء ترشيحه لدور سالم.

## أعماله
- 11:11
- راجل وست ستات
- كلمة سر
- سقوط حر
- ستات قادرة
- ليل داخلي
- رمضان كريم
- حلاوة الدنيا
- الحرباية
- باية
- هذا المساء
- الأب الروحي